# 白河县站

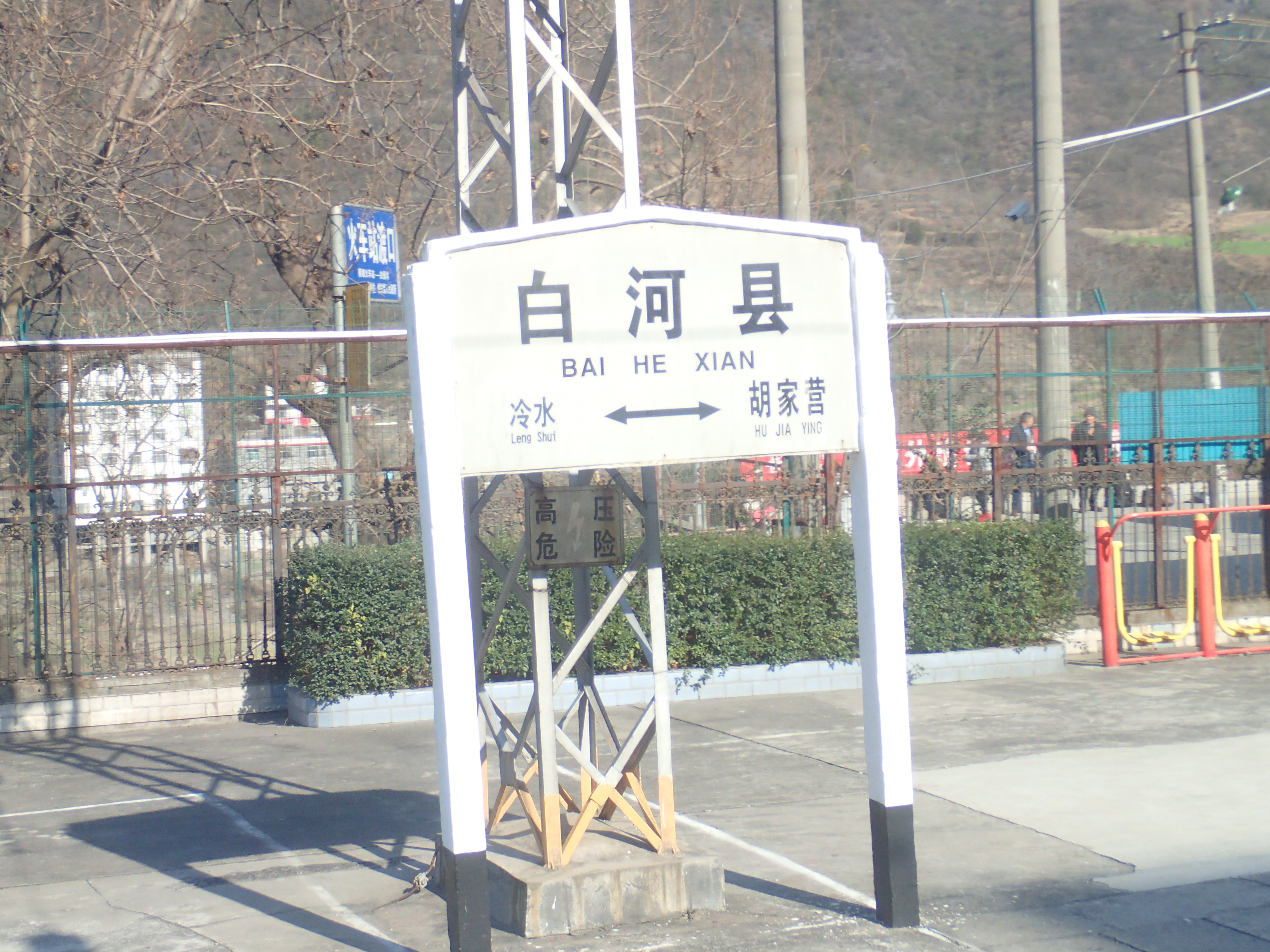
2017年，列车上拍摄的白河县站站牌

白河县站是襄渝铁路上行线的一个车站，位于陕西省安康市白河县城关镇群力村，现办理客运业务，现为三等站。由西安铁路局安康车务段管辖。白河县站建于背靠汉江的山坡上，设有3条股道，到发线客运站台宽4米、长206米，另设有0.5条货物线。部分站场位于周院沟大桥（四线）和杨家沟大桥（三线）上，东咽喉为白河三号隧道，有进站公路与旬白公路衔接。
襄渝二线通车后，襄渝铁路线采用双向行车办法，原襄渝线白河县站办理上行方向客货列车通行。襄渝下行线白河东站办理下行方向客货列车通行，与本站分别位于白河县南北两侧。